# ویلی زاین (تدوین‌گر)
ویلی زاین (آلمانی: Willy Zeyn؛ ۱۲ مارس ۱۹۰۷ – ۱۷ فوریه ۱۹۸۳) تدوین‌گر و تهیه‌کننده فیلم اهل آلمان بود.
وی تهیه‌کننده فیلم‌هایی همچون زن امروز و من و شما بوده‌است.